# Awá
Els awá, cuaiquer (o kwaiker) són un poble o nacionalitat amerindi que habita a banda i banda de la frontera entre Colòmbia i l'Equador, en els boscos molt humits del vessant occidental dels Andes; des del riu Telembí, en Nariño, fins a Carchi, Imbabura, Sucumbíos i Esmeraldas. Són més de 29.000 persones, eel 89 per cent de les quals viu del costat colombià, a Ricaurte, Altaquer, Tumaco, Barbacoas, Mallama, Roberto Payán i el Putumayo. La majoria d'ells parla la seva llengua nativa l'Awá Pit. La major part dels membres d'aquesta ètnia viu a Colòmbia (segons el cens).
Els conqueridors els van denominar barbacoes per la forma dels seus habitatges. També van ser denominats telembíes pel riu o sindagües.

## Recerques històriques de la nacionalitat awá
Les recerques sobre la nacionalitat awá s'han centrat en la relació amb els maies, txibtxa, Kwaiker i els Sindagua.

### Relació amb els Maies
A Amèrica van existir tres grans civilitzacions abans de la intervenció europea en 1492, ells conservaven relacions de diversos tipus, entre les quals es destaca l'intercanvi de productes. Aquesta cultura ocupava una extensió d'aproximada de 500.000 km² i s'estenia pels països de Guatemala, Belize, El Salvador la part occidental d'Hondures i els cinc estats mexicans de Yucatán, Quintana Roo, Tabasco, Campeche i Chiapas.
Assenyalen que una de les raons que van motivar a la migració dels awá a la conca del San Juan i riu Mira, és per la violència deslligada en la “Guerra dels Mil Dies” a Colòmbia, durant els anys 1896 a 1899, que va provocar una migració massiva dels awá de Colòmbia, cap a l'Equador a principis dels anys 1900. Això es confirma pels anys 1990 en els quals es van establir els primers pobladors de les comunitats actuals a l'Equador.

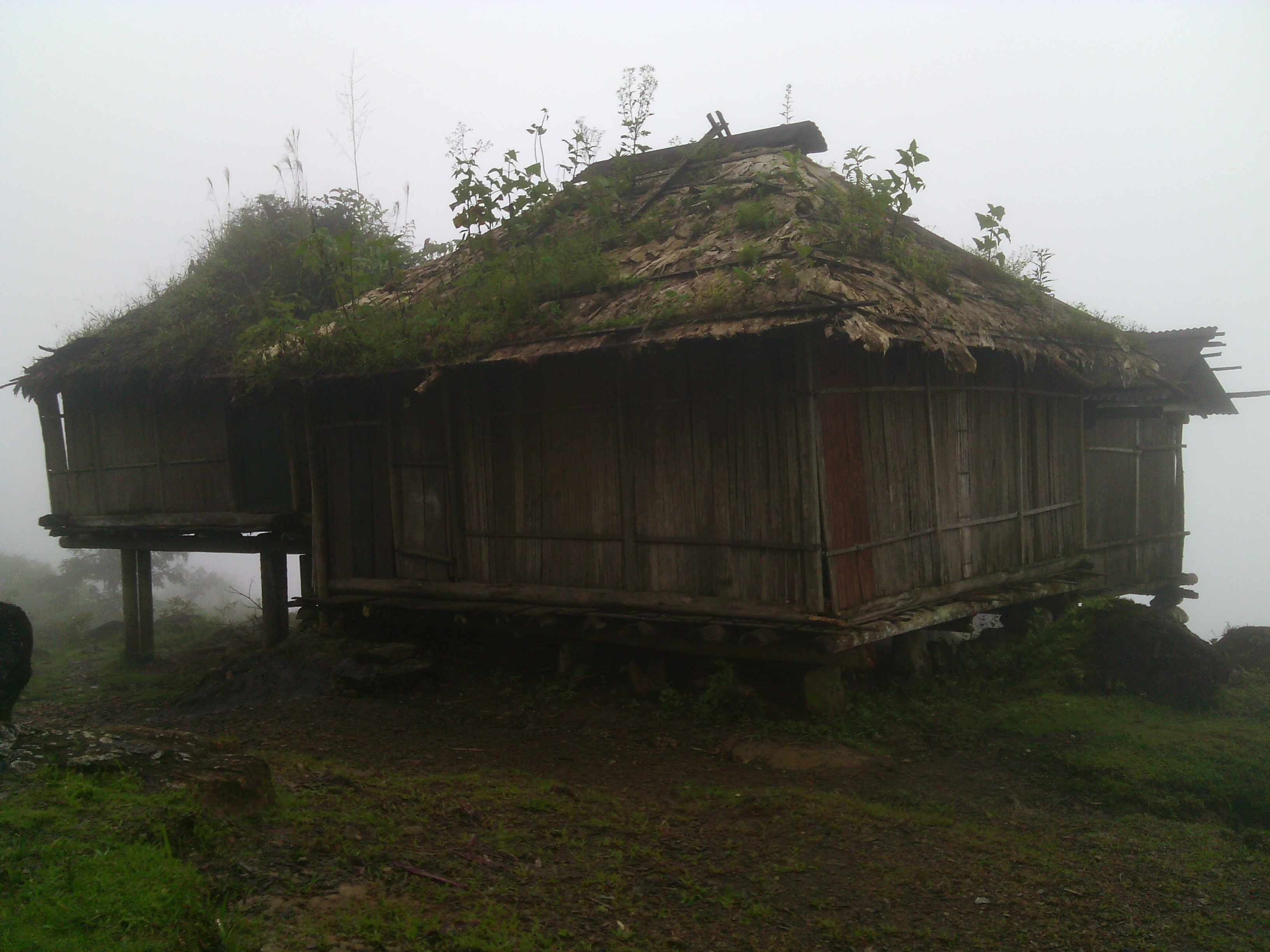
Casa awa

#### Els txibtxa
L'existència de l'awá s'analitza des del punt de vista lingüístic. En ell es destaca el treball realitzat per Jijón i Caamaño, qui sosté que la llengua kwaiker pertany a la gran família lingüística txibtxa. Els primers txibtxa ocupaven un territori continu que incloïa Veneçuela i part de l'Amazones, el grup talamanca i barbacoa es va dispersar i es va dirigir a Centre Amèrica, i el segon grup al sud: els que van arribar al l'Equador interandí van ser els pastos.

##### Els sindagua
La informació sobre els Sindaguas és mínima el que fa encara més difícil reconstruir l'origen de la nacionalitat awá, ells són els descendents més pròxims el seu territori sempre va ser ric en or la pressió per a sotmetre'ls o desplaçar-los d'ell va ser constant i violenta. Per aquests conflictes que van passar els awá no existeix una informació clara que part ells van arribar i dels llocs que romanien. Els sindagua dominaven els contraforts de la serralada occidental, des dels afluents drets del riu Telembí superior fins a les capçaleres de l'Iscuandé, regió aurífera per excel·lència. Quan els espanyols van començar la conquesta de l'imperi Inca al Perú, la seva ruta de proveïment va ser per la costa del Pacífic des de Panamà. Els vaixells es trobaven en la Badia de Tumaco, al sud de Colòmbia, un lloc excel·lent per a proveir-se d'aigua dolça durant el seu viatge de diversos dies.
El seu caràcter guerrer, organització i l'arrelament de la seva terra va portar a sostenir una dura resistència als conqueridors, però potser això no els va afavorir molt, doncs en estar situats en una zona on l'or era abundant i a l'ésser el metall el principal objectiu dels conqueridors, les estratègies bèl·liques per a eliminar-los van ser moltes, malgrat les derrotes que van sofrir. El Governador de Popayán l'any 1590, va prendre l'assumpte de conquistar a aquesta interessada nació, mes no va poder aconseguir sinó sacrificar la poca i inexperta gent que va unir per a aquesta empresa. Amb aquestes conquestes els guerrers sindagua van optar per retirar-se de la zona i assentar-se a la selva com una mesura de seguretat. Els sindagua es van radicar a les muntanyes per un bon temps salvaguardant les seves vides, en vista que la massacre va començar pels conqueridors i el seu major objectiu era colonitzar i emportar-se les riqueses que posseïa aquesta cultura era rica en or.
L'or té un significat en la vida dels sindagua, el treball i els usos dels quals mereix ser reconegut, malgrat la poca tecnologia disponible. Els indis caminaven vestits i utilitzaven articles d'or en gargantillas, braçalets, narigueras i orelleres era abundant l'or que els indis, usaven en els seus utensilis, armes, eines i en claus per a la seguretat de les seves habitacions. D'aquesta manera van ser massacrats els Sindaguas sense una altra alternativa que acceptar el sistema d'explotació en els encàrrecs i l'adoctrinament religiós de l'església. Amb aquesta conquesta les persones que van sobreviure a la massacre van ser sotmesos a ser els esclaus dels conqueridors, l'estructura organitzada que posseïa s'esvaeix i l'esplai de les persones. La relació que hi havia entre els Sindagua i Kwaiker s'estableix en l'expedient de 1635, conforme a les similituds entre els cognoms Cuisbicus-Bisbicus, Pail-Pai, Pascad-Pascal, Taicus-Canticus-Cauticuz, Nastacuaz-Nastacuaz, que tenen l'assentament principal en els territoris limítrofs. Aquesta relació dels Sindagua i els Kwaiker sorgeixen els cognoms que van marcar als awá.

##### Kwaiker
Als awá els coneixien inicialment com els kwaiker que era el nom del riu que avui es diu Guiza. Els awá van poblar la conca d'aquest riu, i les persones que transitaven pel camí que comunicava a Barbacoes amb Pasto, els van començar a dir els kwaiker; eren un grup petit que s'havien internat en la selva perseguits pels espanyols. Ja en el seu nou territori els awá van decidir dir-se inkal awá, que vol dir gent de la muntanya.
Tan bon punt van desaparèixer els Sindagua les estratègies de supervivència dels awá ja no es basen en la guerra sinó que van practicar una altra metodologia, una d'elles és internar-se a la selva lluny dels poblats fugint de les pressions. Totes aquestes aproximacions asseguren que els awá coneguts com els kwaiker, tenen com a avantpassat als Sindagua.

#### Rastreig històric de la nacionalitat awá
A través dels anys la Nacionalitat awá s'ha enfrontat a diferents canvis per la colonització, on líders i lideresses senten la necessitat d'intervenir per a transmetre a la nova generació la història i el coneixement de l'origen de l'home awá. "Nosaltres els awá som guardians del coneixement". Les persones majors sàvies i coneixedors tenen un solo objectiu, que és de transmetre el coneixement als joves i així d'aquesta manera mantenir un llegat de la història la seva constant lluita dels awá. Abans d'existir la colònia això era poblat directament dels indígenes ancestrals que es denominaven els indis braus. En Poble Vell situat a Colòmbia en el departament Nariño, relaten una història que aquí van viure els indis, després d'un temps ells van desaparèixer, van arribar la família Melchor i Guanga ells feien part de les arrels ancestrals dels sindagua.
Els awá eren descendents dels Sindagua, perquè no són guerrers com ells. La ressenya històrica indica que els Sindagua van ser exterminats, íntegrament pels espanyols i per això una de les estratègies més clares, i precises era de protegir-se a la muntanya sense deixar camins, ni petjada, perquè no els trobessin gràcies a aquestes estratègies molt sàvies dels nostres avantpassats, en l'actualitat lluita per la reivindicació dels pobles originaris. Tot indica que els sindagua sí que eren guerrers, però ells es van assentar en el més profund del bosc fugint de la violència deslligada per a així protegir les vides de les poques persones supervivents. Un procés durant dècades de lluites la nacionalitat awá va aconseguir moltes victòries i constituir la seva organització.

## Origen de la nacionalitat awá

### Mitologia
Al món indígena existeix una gran varietat de mites i llegendes, relatades pels més savis del poble. Dins d'elles es pot trobar el sorgiment de la creació del món,nacionalitat. Podem trobar una de les mitologies de la nacionalitat awá relatat en el conte la creació. En el principi no existia res, van néixer plantes d'una bulli van sortir Déu i el diable. Ells habitaven solos en el món, van pensar que no era bo estar sols i van crear als éssers humans quan Déu va crear la terra el diable va crear les penyes.
Existeix un altre relat on els majors conten com sorgeix el awá. De la unió d'una barbacha blanca i negra neixen els Awa. Situats en la capçalera i a la riba d'un riu. La barbacha blanca és la dona i la negra és l'home, d'allí el nom Inkal Awá que tradueix gent de la muntanya. Per això els Awa i la muntanya són un només, la qual cosa li succeeixi a la muntanya li succeeix als awá. Com awá se sostenen en pràctiques de relacions i conservar la naturalesa, permetent la superveniencia en el territori i la convivència ens els diferents éssers i esperits.

#### Cosmovisió dels quatre mons
Els pobles indígenes també tenen la seva manera de mirar al món, per als awá existeixen 4 mons que entre si estan relacionats. La cosmovisió dels awá, aquesta basada en la relació de l'home, la naturalesa i els esperits, també és necessari el respecte de cadascun dels espais en el territori que tenen a veure amb el temps i els llocs on passen els esperits i animals encarregats de controlar el territori. El respecte als diferents espais permet continuar el bon viure dins de Katza su (territori gran).
| Castellà   | Awapit    | Descripció                                                     |
| ---------- | --------- | -------------------------------------------------------------- |
| Món        | Su        | Característiques                                               |
| Quart Món  | Ampara Su | Lloc on viu el Creador                                         |
| Tercer Món | Kutña Su  | Món dels morts, Una enorme casa alberga a tots els morts. Irit |
| Segon Món  | Pas su    | Món on viu l'awá                                               |
| primer món | masa su   | Ish kun Su Món on viu la gent petita que menja fum.            |

Els awá, gràcies als sabers ancestrals i al contacte amb els éssers que avui denominen sobrenaturals, han aconseguit diferenciar als quatre mons existents. Els majors conten que en l'antiguitat tots els éssers eren persones i que prenien qualsevol forma de tal manera que poden transportar a una persona. Els pobles originaris al llarg de la història encara guarden molt misteri, coses per descobrir i conèixer, cada grup ètnic interpreta al món aplicant la seva cosmovisió.

## Forma de vida
Els awá viuen en petites comunitats de famílies extenses. La seva forma de vida era nòmada, però actualment han format petits centres poblats distants els uns dels altres. Avui es pot dir que l'arquitectura awá consisteix en cases senzilles, elaborades sobre pilars de fusta o gualte amb parets altes i sostres de quatre aigües. Per a pujar col·loquen una taula o tronc amb osques en forma d'escala.

### Sistema econòmic

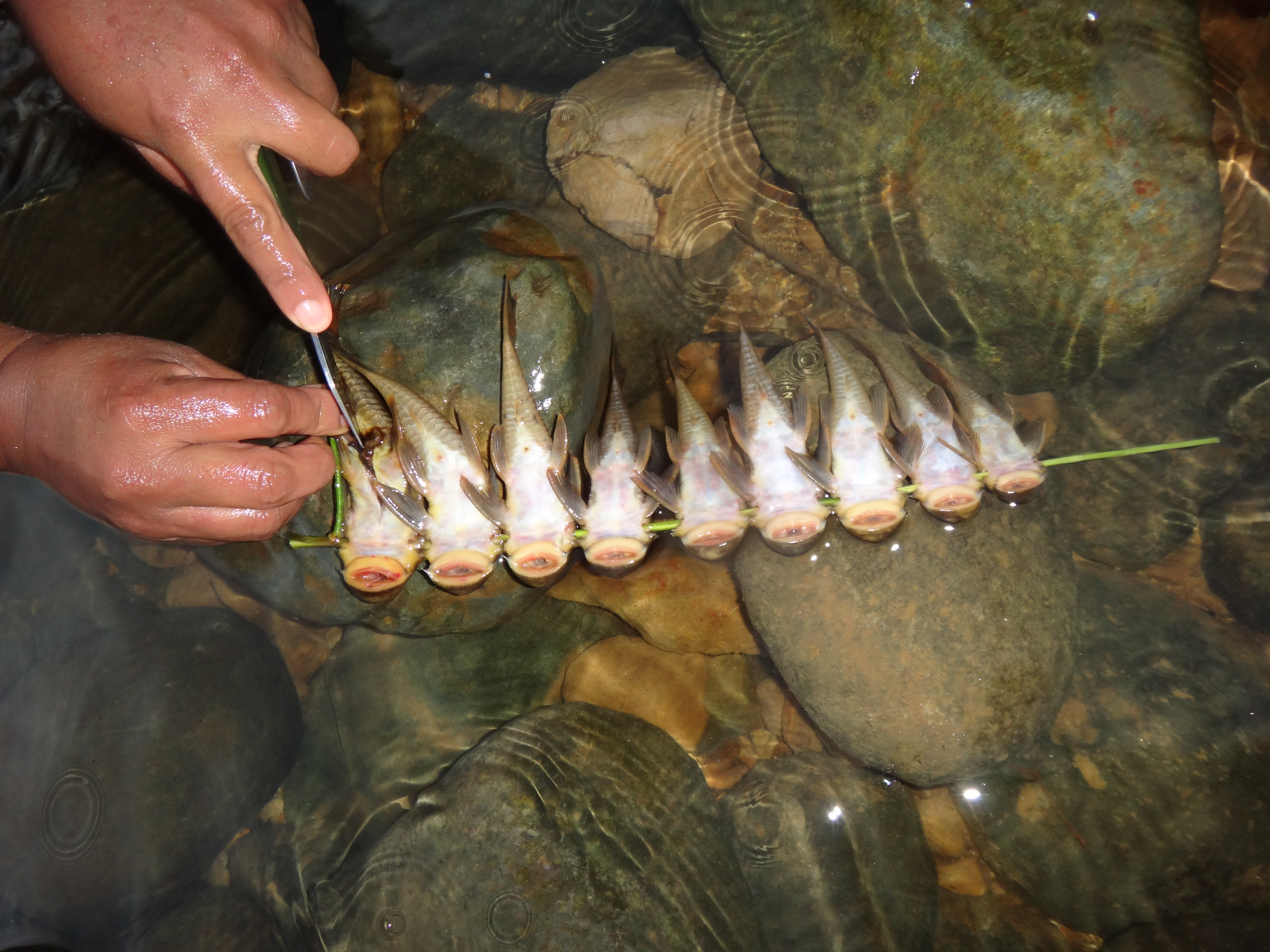
és un aliment típic de la nacionalitat awá, en la imatge s'observa com es renta el peix per a la seva preparació.

Practiquen l'horticultura rotativa amb tomba i sense crema (tomba i podreix). Els cultius més freqüents són blat de moro, plàtan, pinya, fréjol i canya de sucre. Conreen les terres baixes i cacen en les altes, on conserven el bosc. Entre els animals més caçats estan eld didelfimorfs i diversos rosegadors com l'esquirol, puyoso (ratolí de muntanya), armadillo. Practiquen també la pesca, la captura de crancs, guaña (tipus de peix) i la recol·lecció de fruits silvestres, larves i insectes com el cuso del plàtan, gualpa (cuso de mader i chonta). Crien galls dindis, chanchos, cuyes, ànecs i gallina. Antigament confeccionaven els seus vestits amb l'escorça damajagua (Polisèmia armés). Encara fabriquen els seus barrets amb la fibra terete i pita (Quintante lútia).

### Cosmologia
Les creences són reguladores de les relacions socials i reprodueixen els valors culturals. Actualment han adoptat el catolicisme, encara que conserven els seus propis costums, és a dir, es combina una cosmovisió tradicional animista amb els rituals catòlics. Els awá conceben un món superior poblat d'éssers amb poders especials.
| « | "Dins de la cosmovisió awá el món està poblat per éssers sobrenaturals. La màgia compleix un paper important en sincretisme amb els rituals catòlics. Algunes de les divinitats rellevants en el panteó awá són: chutún, deïtat malifica del bosc; senyor de Kuaiquer, imatge de Crist venerada pels awa; i Cueche, esperit nociu del bosc; a més del " hojarasquín", el “duende", i el "cocopollo"" | » |

La Nacionalitat awá ha buscat explicar la relació amb el seu entorn, els astre, l'aigua; l'explicació del dia i la nit l'inici i la fi de la vida. Els Awa són un poble o nacionalitat de pràctiques curatives amb base d'una tradició de remeiers tradicionals.